# Puchar Świata w biathlonie 1991/1992
Puchar Świata w biathlonie 1991/1992 to 15. sezon w historii tej dyscypliny sportu. Pierwsze zawody odbyły się 19 grudnia 1991 r. w austriackim Hochfilzen, zaś sezon zakończył się 22 marca 1992 w rosyjskim Nowosybirsku. Najważniejszą imprezą sezonu były igrzyska olimpijskie w Albertville oraz mistrzostwa świata w Nowosybirsku w biegu drużynowym (z powodu niewłączenia tej dyscypliny do programu igrzysk).
Klasyfikację generalną pań wygrała Rosjanka Anfisa Riezcowa. Druga w klasyfikacji była Francuzka Anne Briand, a trzecie miejsce zajęła Niemka Petra Schaaf. Riezcowa wygrała też klasyfikacje sprintu i biegu indywidualnego. W Pucharze Narodów triumfowały Norweżki.
Wśród panów triumf odniósł Norweg Jon Åge Tyldum, który wyprzedził Mikaela Löfgrena ze Szwecji i swego rodaka, Sylfesta Glimsdala. Klasyfikację sprintu wygrał Glimsdala, a w klasyfikacji biegu indywidualnego najlepszy był Tyldum. W Pucharze Narodów triumfowali Norwegowie.

## Kalendarz
- Hochfilzen – 19 – 22 grudnia 1991
- Ruhpolding – 16 – 19 stycznia 1992
- Anterselva – 23 – 29 stycznia 1992
- Albertville – 12 – 20 lutego 1992 (ZIO 1992)
- Holmenkollen – 5 – 8 marca 1992
- Fagernes – 10 – 15 marca 1992
- Nowosybirsk – 19 – 22 marca 1992 (Bieg drużynowy zaliczany do MŚ)

## Mężczyźni

### Wyniki
| 1. Hochfilzen, 19.12.1991 – 22.12.1991 | 1. Hochfilzen, 19.12.1991 – 22.12.1991 | 1. Hochfilzen, 19.12.1991 – 22.12.1991                                            | 1. Hochfilzen, 19.12.1991 – 22.12.1991                                        | 1. Hochfilzen, 19.12.1991 – 22.12.1991                               |
| Data                                   | Konkurencja                            | miejsce                                                                           | miejsce                                                                       | miejsce                                                              |
| -------------------------------------- | -------------------------------------- | --------------------------------------------------------------------------------- | ----------------------------------------------------------------------------- | -------------------------------------------------------------------- |
| 19 grudnia 1991                        | Bieg indywidualny (20 km)              | Jens Steinigen                                                                    | Christian Dumont                                                              | Mark Kirchner                                                        |
| 21 grudnia 1991                        | Sprint (10 km)                         | Aleksandr Popow                                                                   | Sylfest Glimsdal                                                              | Sverre Istad                                                         |
| 22 grudnia 1991                        | Sztafeta (4 × 7,5 km)                  | WNP Anatolij Żdanowicz · Siergiej Tarasow · Walerij Miedwiedcew · Aleksandr Popow | Francja Xavier Blond · Stéphane Bouthiaux · Lionel Laurent · Christian Dumont | Czechosłowacja Petr Garabík · Tomáš Kos · Martin Rypl · Jiří Holubec |

| 2. Ruhpolding, 16.1.1992 – 19.1.1992 | 2. Ruhpolding, 16.1.1992 – 19.1.1992 | 2. Ruhpolding, 16.1.1992 – 19.1.1992                                            | 2. Ruhpolding, 16.1.1992 – 19.1.1992                               | 2. Ruhpolding, 16.1.1992 – 19.1.1992                                             |
| Data                                 | Konkurencja                          | miejsce                                                                         | miejsce                                                            | miejsce                                                                          |
| ------------------------------------ | ------------------------------------ | ------------------------------------------------------------------------------- | ------------------------------------------------------------------ | -------------------------------------------------------------------------------- |
| 16 stycznia 1992                     | Bieg indywidualny (20 km)            | Andreas Zingerle                                                                | Walerij Miedwiedcew                                                | Josh Thompson                                                                    |
| 18 stycznia 1992                     | Sprint (10 km)                       | Jens Steinigen                                                                  | Tomáš Kos                                                          | Thierry Gerbier                                                                  |
| 19 stycznia 1992                     | Sztafeta (4 × 7,5 km)                | Włochy Pieralberto Carrara · Johann Passler · Edmund Zitturi · Andreas Zingerle | Niemcy Frank Luck · Mark Kirchner · Jens Steinigen · Fritz Fischer | WNP Siergiej Czepikow · Siergiej Tarasow · Walerij Miedwiedcew · Aleksandr Popow |

| 3. Anterselva, 23.1.1992 – 26.1.1992 | 3. Anterselva, 23.1.1992 – 26.1.1992 | 3. Anterselva, 23.1.1992 – 26.1.1992                                            | 3. Anterselva, 23.1.1992 – 26.1.1992                                           | 3. Anterselva, 23.1.1992 – 26.1.1992                                 |
| Data                                 | Konkurencja                          | miejsce                                                                         | miejsce                                                                        | miejsce                                                              |
| ------------------------------------ | ------------------------------------ | ------------------------------------------------------------------------------- | ------------------------------------------------------------------------------ | -------------------------------------------------------------------- |
| 23 stycznia 1992                     | Bieg indywidualny (20 km)            | Walerij Kirijenko                                                               | Siergiej Czepikow                                                              | Geir Einang                                                          |
| 25 stycznia 1992                     | Sprint (10 km)                       | Aleksandr Popow                                                                 | Ricco Groß                                                                     | Jon Åge Tyldum                                                       |
| 26 stycznia 1992                     | Sztafeta (4 × 7,5 km)                | Włochy Hubert Leitgeb · Johann Passler · Pieralberto Carrara · Andreas Zingerle | WNP Aleksandr Popow · Siergiej Tarasow · Walerij Kirijenko · Siergiej Czepikow | Norwegia Geir Einang · Jon Åge Tyldum · Gisle Fenne · Eirik Kvalfoss |

| Igrzyska olimpijskie Albertville, 12.2.1992 - 20.2.1992 | Igrzyska olimpijskie Albertville, 12.2.1992 - 20.2.1992 | Igrzyska olimpijskie Albertville, 12.2.1992 - 20.2.1992            | Igrzyska olimpijskie Albertville, 12.2.1992 - 20.2.1992                           | Igrzyska olimpijskie Albertville, 12.2.1992 - 20.2.1992                |
| Data                                                    | Konkurencja                                             | miejsce                                                            | miejsce                                                                           | miejsce                                                                |
| ------------------------------------------------------- | ------------------------------------------------------- | ------------------------------------------------------------------ | --------------------------------------------------------------------------------- | ---------------------------------------------------------------------- |
| 12 lutego 1992                                          | Sprint (10 km)                                          | Siergiej Czepikow                                                  | Ricco Groß                                                                        | Siergiej Tarasow                                                       |
| 16 lutego 1992                                          | Sztafeta (4 × 7,5 km)                                   | Niemcy Ricco Groß · Jens Steinigen · Mark Kirchner · Fritz Fischer | WNP Walerij Miedwiedcew · Aleksandr Popow · Walerij Kirijenko · Siergiej Czepikow | Szwecja Ulf Johansson · Leif Andersson · Tord Wiksten · Mikael Löfgren |
| 20 lutego 1992                                          | Bieg indywidualny (20 km)                               | Siergiej Tarasow                                                   | Ricco Groß                                                                        | Sven Fischer                                                           |

| 5. Holmenkollen, 5.3.1992 – 8.3.1992 | 5. Holmenkollen, 5.3.1992 – 8.3.1992 | 5. Holmenkollen, 5.3.1992 – 8.3.1992 | 5. Holmenkollen, 5.3.1992 – 8.3.1992 | 5. Holmenkollen, 5.3.1992 – 8.3.1992 |
| Data                                 | Konkurencja                          | miejsce                              | miejsce                              | miejsce                              |
| ------------------------------------ | ------------------------------------ | ------------------------------------ | ------------------------------------ | ------------------------------------ |
| 5 marca 1992                         | Bieg indywidualny (20 km)            |                                      | zawody przeniesione do Fagernes.     |                                      |
| 7 marca 1992                         | Sprint (10 km)                       | Frode Løberg                         | Ludwig Gredler                       | Wolfgang Perner                      |
| 8 marca 1992                         | Sztafeta (4 × 7,5 km)                |                                      | zawody odwołane.                     |                                      |

| 6. Fagernes, 10.3.1992 – 15.3.1992 | 6. Fagernes, 10.3.1992 – 15.3.1992 | 6. Fagernes, 10.3.1992 – 15.3.1992                                   | 6. Fagernes, 10.3.1992 – 15.3.1992                                     | 6. Fagernes, 10.3.1992 – 15.3.1992                                      |
| Data                               | Konkurencja                        | miejsce                                                              | miejsce                                                                | miejsce                                                                 |
| ---------------------------------- | ---------------------------------- | -------------------------------------------------------------------- | ---------------------------------------------------------------------- | ----------------------------------------------------------------------- |
| 10 marca 1992                      | Bieg indywidualny (20 km)          | Mark Kirchner                                                        | Siergiej Czepikow                                                      | Mikael Löfgren                                                          |
| 12 marca 1992                      | Sprint (10 km)                     | Patrice Bailly-Salins                                                | Jon Åge Tyldum                                                         | Sylfest Glimsdal                                                        |
| 14 marca 1992                      | Bieg indywidualny (20 km)          | Geir Einang                                                          | Jon Åge Tyldum                                                         | Siergiej Czepikow                                                       |
| 15 marca 1992                      | Sztafeta (4 × 7,5 km)              | Norwegia I Geir Einang · Jon Åge Tyldum · Gisle Fenne · Frode Løberg | Austria Ludwig Gredler · Wolfgang Perner · Franz Schuler · Alfred Eder | Słowenia Janez Ožbolt · Jure Velepec · Aleksander Grajf · Boštjan Lekan |

| 7. Nowosybirsk, 19.3.1992 – 22.3.1992 | 7. Nowosybirsk, 19.3.1992 – 22.3.1992 | 7. Nowosybirsk, 19.3.1992 – 22.3.1992                                               | 7. Nowosybirsk, 19.3.1992 – 22.3.1992                                   | 7. Nowosybirsk, 19.3.1992 – 22.3.1992                             |
| Data                                  | Konkurencja                           | miejsce                                                                             | miejsce                                                                 | miejsce                                                           |
| ------------------------------------- | ------------------------------------- | ----------------------------------------------------------------------------------- | ----------------------------------------------------------------------- | ----------------------------------------------------------------- |
| 19 marca 1992                         | Bieg indywidualny (20 km)             | Wolfgang Perner                                                                     | Sylfest Glimsdal                                                        | Hubert Leitgeb                                                    |
| 21 marca 1992                         | Sprint (10 km)                        | Wilfried Pallhuber                                                                  | Ludwig Gredler                                                          | Mikael Löfgren                                                    |
| 22 marca 1992                         | Drużynowo (20 km) MŚ                  | WNP Jewgienij Ried´kin · Anatolij Żdanowicz · Aleksandr Popow · Aleksandr Tropnikow | Norwegia Frode Løberg · Jon Åge Tyldum · Sylfest Glimsdal · Gisle Fenne | Estonia Aivo Udras · Hillar Zahkna · Urmas Kaldvee · Kalju Ojaste |

### Klasyfikacje
| Miejsce | Zawodnik              | Punkty |
| ------- | --------------------- | ------ |
| 1.      | Jon Åge Tyldum        | 173    |
| 2.      | Mikael Löfgren        | 145    |
| 3.      | Sylfest Glimsdal      | 131    |
| 4.      | Johann Passler        | 130    |
| 5.      | Patrice Bailly-Salins | 129    |
| 6.      | Andreas Zingerle      | 122    |
| 7.      | Aleksandr Popow       | 120    |
| 8.      | Gisle Fenne           | 112    |
| 9.      | Wilfried Pallhuber    | 111    |
| 10.     | Geir Einang           | 109    |

| Miejsce | Zawodnik          | Punkty |
| ------- | ----------------- | ------ |
| 11.     | Siergiej Czepikow | 108    |
| 12.     | Frode Løberg      | 106    |
| 13.     | Mark Kirchner     | 102    |
| 14.     | Wolfgang Perner   | 92     |
| 15.     | Ludwig Gredler    | 89     |
| 16.     | Alfred Eder       | 88     |
| 17.     | Hubert Leitgeb    | 81     |
| 18.     | Steffen Hoos      | 79     |
| 19.     | Walerij Kirijenko | 75     |
| 20.     | Eirik Kvalfoss    | 74     |

| Miejsce | Zawodnik          | Punkty |
| ------- | ----------------- | ------ |
| 1.      | Jon Åge Tyldum    | 89     |
| 2.      | Siergiej Czepikow | 56     |
| 3.      | Mark Kirchner     | 82     |
| 4.      | Andreas Zingerle  | 82     |
| 5.      | Geir Einang       | 81     |

| Miejsce | Zawodnik              | Punkty |
| ------- | --------------------- | ------ |
| 1.      | Sylfest Glimsdal      | 98     |
| 2.      | Patrice Bailly-Salins | 97     |
| 3.      | Mikael Löfgren        | 87     |
| 4.      | Jon Åge Tyldum        | 84     |
| 5.      | Gisle Fenne           | 78     |

| Miejsce | Reprezentacja | Punkty |
| ------- | ------------- | ------ |
| 1.      | Norwegia      | ?      |
| 2.      | Włochy        | ?      |
| 3.      | Francja       | ?      |
| 4.      |               |        |
| 5.      |               |        |

## Kobiety

### Wyniki
| 1. Hochfilzen, 19.12.1991 – 21.12.1991 | 1. Hochfilzen, 19.12.1991 – 21.12.1991 | 1. Hochfilzen, 19.12.1991 – 21.12.1991 | 1. Hochfilzen, 19.12.1991 – 21.12.1991 | 1. Hochfilzen, 19.12.1991 – 21.12.1991 |
| Data                                   | Konkurencja                            | miejsce                                | miejsce                                | miejsce                                |
| -------------------------------------- | -------------------------------------- | -------------------------------------- | -------------------------------------- | -------------------------------------- |
| 19 grudnia 1991                        | Bieg indywidualny (15 km)              | Anne Elvebakk                          | Petra Schaaf                           | Elin Kristiansen                       |
| 20 grudnia 1991                        | Sprint (7,5 km)                        | Antje Misersky                         | Jelena Biełowa                         | Elin Kristiansen                       |
| 21 grudnia 1991                        | Sztafeta (3 × 7,5 km)                  |                                        | zawody odwołane.                       |                                        |

| 2. Ruhpolding, 16.1.1992 – 19.1.1992 | 2. Ruhpolding, 16.1.1992 – 19.1.1992 | 2. Ruhpolding, 16.1.1992 – 19.1.1992              | 2. Ruhpolding, 16.1.1992 – 19.1.1992                        | 2. Ruhpolding, 16.1.1992 – 19.1.1992                      |
| Data                                 | Konkurencja                          | miejsce                                           | miejsce                                                     | miejsce                                                   |
| ------------------------------------ | ------------------------------------ | ------------------------------------------------- | ----------------------------------------------------------- | --------------------------------------------------------- |
| 16 stycznia 1992                     | Bieg indywidualny (15 km)            | Uschi Disl                                        | Gabriela Suvová                                             | Antje Misersky                                            |
| 18 stycznia 1992                     | Sprint (7,5 km)                      | Anfisa Riezcowa                                   | Antje Misersky                                              | Petra Schaaf                                              |
| 19 stycznia 1992                     | Sztafeta (3 × 7,5 km)                | Niemcy Uschi Disl · Antje Misersky · Petra Schaaf | WNP Jelena Biełowa · Anfisa Riezcowa · Swietłana Pieczorska | Norwegia Signe Trosten · Anne Elvebakk · Hildegunn Fossen |

| 3. Anterselva, 23.1.1992 – 26.1.1992 | 3. Anterselva, 23.1.1992 – 26.1.1992 | 3. Anterselva, 23.1.1992 – 26.1.1992                      | 3. Anterselva, 23.1.1992 – 26.1.1992              | 3. Anterselva, 23.1.1992 – 26.1.1992                         |
| Data                                 | Konkurencja                          | miejsce                                                   | miejsce                                           | miejsce                                                      |
| ------------------------------------ | ------------------------------------ | --------------------------------------------------------- | ------------------------------------------------- | ------------------------------------------------------------ |
| 23 stycznia 1992                     | Bieg indywidualny (15 km)            | Nadeżda Aleksiewa                                         | Anne Briand                                       | Jelena Gołowina                                              |
| 25 stycznia 1992                     | Sprint (7,5 km)                      | Swietłana Pieczorska                                      | Grete Ingeborg Nykkelmo                           | Anfisa Riezcowa                                              |
| 26 stycznia 1992                     | Sztafeta (3 × 7,5 km)                | Francja Corinne Niogret · Véronique Claudel · Anne Briand | Niemcy Uschi Disl · Antje Misersky · Petra Schaaf | WNP Jelena Gołowina · Anfisa Riezcowa · Swietłana Pieczorska |

| Igrzyska olimpijskie Albertville, 11.2.1992 - 19.2.1992 | Igrzyska olimpijskie Albertville, 11.2.1992 - 19.2.1992 | Igrzyska olimpijskie Albertville, 11.2.1992 - 19.2.1992   | Igrzyska olimpijskie Albertville, 11.2.1992 - 19.2.1992 | Igrzyska olimpijskie Albertville, 11.2.1992 - 19.2.1992  |
| Data                                                    | Konkurencja                                             | miejsce                                                   | miejsce                                                 | miejsce                                                  |
| ------------------------------------------------------- | ------------------------------------------------------- | --------------------------------------------------------- | ------------------------------------------------------- | -------------------------------------------------------- |
| 11 lutego 1992                                          | Sprint (7,5 km)                                         | Anfisa Riezcowa                                           | Antje Misersky                                          | Jelena Biełowa                                           |
| 14 lutego 1992                                          | Sztafeta (3 × 7,5 km)                                   | Francja Corinne Niogret · Véronique Claudel · Anne Briand | Niemcy Uschi Disl · Antje Misersky · Petra Schaaf       | WNP Jelena Biełowa · Anfisa Riezcowa · Jelena Mielnikowa |
| 19 lutego 1992                                          | Bieg indywidualny (15 km)                               | Antje Misersky                                            | Swietłana Pieczorska                                    | Myriam Bédard                                            |

| 5. Oslo, 6.3.1992 – 9.3.1992 | 5. Oslo, 6.3.1992 – 9.3.1992 | 5. Oslo, 6.3.1992 – 9.3.1992 | 5. Oslo, 6.3.1992 – 9.3.1992     | 5. Oslo, 6.3.1992 – 9.3.1992 |
| Data                         | Konkurencja                  | miejsce                      | miejsce                          | miejsce                      |
| ---------------------------- | ---------------------------- | ---------------------------- | -------------------------------- | ---------------------------- |
| 6 marca 1992                 | Bieg indywidualny (15 km)    | Anfisa Riezcowa              | Anne Briand                      | Grete Ingeborg Nykkelmo      |
| 12 marca 1992                | Sprint (7,5 km)              |                              | zawody przeniesione do Fagernes. |                              |
| 13 marca 1992                | Sztafeta (3 × 7,5 km)        |                              | zawody odwołane.                 |                              |

| 5. Fagernes, 10.3.1992 – 15.3.1992 | 5. Fagernes, 10.3.1992 – 15.3.1992 | 5. Fagernes, 10.3.1992 – 15.3.1992                        | 5. Fagernes, 10.3.1992 – 15.3.1992                           | 5. Fagernes, 10.3.1992 – 15.3.1992             |
| Data                               | Konkurencja                        | miejsce                                                   | miejsce                                                      | miejsce                                        |
| ---------------------------------- | ---------------------------------- | --------------------------------------------------------- | ------------------------------------------------------------ | ---------------------------------------------- |
| 10 marca 1992                      | Sprint (7,5 km)                    | Hildegunn Fossen                                          | Anne Briand                                                  | Anfisa Riezcowa                                |
| 12 marca 1992                      | Sprint (7,5 km)                    | Anfisa Riezcowa                                           | Delphyne Burlet                                              | Petra Schaaf                                   |
| 14 marca 1992                      | Bieg indywidualny (15 km)          | Jiřina Adamičková                                         | Anne Briand                                                  | Iwa Szkodrewa                                  |
| 15 marca 1992                      | Sztafeta (3 × 7,5 km)              | Francja Corinne Niogret · Véronique Claudel · Anne Briand | Norwegia Signe Trosten · Hildegunn Fossen · Elin Kristiansen | Niemcy Uschi Disl · Inga Kesper · Petra Schaaf |

| 6. Nowosybirsk, 15.3.1992 – 20.3.1992 | 6. Nowosybirsk, 15.3.1992 – 20.3.1992 | 6. Nowosybirsk, 15.3.1992 – 20.3.1992                        | 6. Nowosybirsk, 15.3.1992 – 20.3.1992                                       | 6. Nowosybirsk, 15.3.1992 – 20.3.1992                                          |
| Data                                  | Konkurencja                           | miejsce                                                      | miejsce                                                                     | miejsce                                                                        |
| ------------------------------------- | ------------------------------------- | ------------------------------------------------------------ | --------------------------------------------------------------------------- | ------------------------------------------------------------------------------ |
| 19 marca 1992                         | Bieg indywidualny (15 km)             | Elin Kristiansen                                             | Anfisa Riezcowa                                                             | Iwa Szkodrewa                                                                  |
| 21 marca 1992                         | Sprint (7,5 km)                       | Anfisa Riezcowa                                              | Grete Ingeborg Nykkelmo                                                     | Petra Schaaf                                                                   |
| 22 marca 1992                         | Drużynowy (15 km) MŚ                  | Niemcy Petra Bauer · Petra Schaaf · Uschi Disl · Inga Kesper | WNP Jelena Biełowa · Inna Szeszkil · Anfisa Riezcowa · Swietłana Pieczorska | Czechosłowacja Gabriela Suvová · Eva Háková · Jana Kulhavá · Jiřina Adamičková |

### Klasyfikacje
| Miejsce | Zawodniczka             | Punkty |
| ------- | ----------------------- | ------ |
| 1.      | Anfisa Riezcowa         | 212    |
| 2.      | Anne Briand             | 179    |
| 3.      | Petra Schaaf            | 173    |
| 4.      | Swietłana Pieczorska    | 153    |
| 5.      | Uschi Disl              | 147    |
| 6.      | Grete Ingeborg Nykkelmo | 146    |
| 7.      | Antje Misersky          | 141    |
| 8.      | Jiřina Adamičková       | 136    |
| 9.      | Hildegunn Fossen        | 131    |
| 10.     | Iwa Szkodrewa           | 131    |

| Miejsce | Zawodniczka       | Punkty |
| ------- | ----------------- | ------ |
| 11.     | Signe Trosten     | 128    |
| 12.     | Marija Manołowa   | 124    |
| 13.     | Delphyne Burlet   | 114    |
| 14.     | Jelena Biełowa    | 102    |
| 15.     | Jelena Gołowina   | 99     |
| 16.     | Inga Schneider    | 90     |
| 17.     | Anne Elvebakk     | 88     |
| 18.     | Hildegunn Fossen  | 86     |
| 19.     | Véronique Claudel | 86     |
| 20.     | Gabriela Suvová   | 84     |

| Miejsce | Zawodniczka      | Punkty |
| ------- | ---------------- | ------ |
| 1.      | Anfisa Riezcowa  | 100    |
| 2.      | Anne Briand      | 99     |
| 3.      | Elin Kristiansen | 97     |
| 4.      | Iwa Szkodrewa    | 88     |
| 5.      | Petra Schaaf     | 80     |

| Miejsce | Zawodniczka     | Punkty |
| ------- | --------------- | ------ |
| 1.      | Anfisa Riezcowa | 114    |
| 2.      | Petra Schaaf    | 92     |
| 3.      | Jelena Biełowa  | 84     |
| 4.      | Uschi Disl      | 79     |
| 5.      | Anne Briand     | 76     |

| Miejsce | Reprezentacja | Punkty |
| ------- | ------------- | ------ |
| 1.      | Norwegia      | ?      |
| 2.      | Francja       | ?      |
| 3.      | Francja       | ?      |
| 4.      |               |        |
| 5.      |               |        |